# Concattedrale di Sant'Eustachio Martire
La concattedrale di Sant'Eustachio Martire è il duomo di Acquaviva delle Fonti. È sede di una delle parrocchie della diocesi di Altamura-Gravina-Acquaviva delle Fonti, in solidum, nonché una delle sue concattedrali.

## Storia
Dove ora sorge la concattedrale di Sant'Eustachio Martire, un tempo era probabilmente collocata una chiesa voluta dal feudatario normanno della universitas di Acquaviva Roberto Serguglione. Essa fu costruita tra l'XI e il XIII secolo ed era stata disegnata seguendo i modelli del Romanico pugliese. Essa era inizialmente dedicata all'Assunzione della Vergine Maria, più tardi a sant'Eustachio.
La primitiva chiesa, ormai malandata e insufficiente alle necessità dell'aumentata popolazione, fu ricostruita su esortazione di Cesare Lambertini, vescovo di Isola e arciprete di Acquaviva, a partire dal 1529, quando era feudatario di Acquaviva Giovanni Antonio Donato Acquaviva. Ultimata e aperta al culto nel 1594 durante il governo di Alberto Acquaviva, la nuova chiesa fu consacrata nel 1623 di nuovo in onore di sant'Eustachio, patrono di Acquaviva delle Fonti, dall'arcivescovo di Bari e Canosa e patriarca titolare di Costantinopoli Ascanio Gesualdo.
Sin dall'origine fu detta palatina, cioè appartenente al re (dal latino palatium che significa "palazzo reale"), probabilmente per preservarla dalle mire degli arcivescovi di Bari. Le chiese palatine per la loro giurisdizione non dipendevano dall'ordinaria potestà ecclesiastica, ma dal sovrano, il quale di solito nominava chierici di suo gradimento e da lui remunerati. Attualmente sul suolo pugliese se ne contano quattro: la cattedrale in questione ad Acquaviva, la cattedrale di Santa Maria Assunta ad Altamura, la basilica di San Nicola a Bari e il santuario di San Michele Arcangelo a Monte Sant'Angelo. Rimase chiesa palatina fino alla sottoscrizione dei Patti Lateranensi.
Il 13 gennaio 1859, dopo una sosta ad Acquaviva e di passaggio per Bari per il matrimonio del principe ereditario con Maria Sofia di Baviera, il penultimo re del Regno delle Due Sicilie Ferdinando II assiste alla messa piana nella cripta della cattedrale.
Con regio decreto 21 novembre 1940, n. 1746, la concattedrale di Sant'Eustachio Martire di Acquaviva delle Fonti è riconosciuta come monumento nazionale italiano.
Quella di Sant'Eustachio è stata la prima chiesa parrocchiale acquavivese e l'unica fino al luglio 1945, quando fu elevata a parrocchia anche la chiesa di San Domenico.
Tra il 2014 e il 2015 la cripta è stata soggetta di un restauro conservativo e tra il 2020 e il 2022 anche la chiesa superiore ha subito due ulteriori interventi, il primo consistente nella ripittura delle volte, mentre il secondo nella pulizia delle facciate.

## Descrizione
La muratura portante dell'edificio è interamente in pietra calcarea; esternamente è tutta in vista, mentre internamente è lascia in parte nuda, come la controfacciata, e in parte è intonacata o coperta da lastre di marmo, rispettivamente come le pareti delle navate laterali e quelle delle cappelle del Santissimo Sacramento e del Purgatorio.

### Esterno
Stilisticamente sono presenti dei riferimenti generali ad architetture religiose abruzzesi, in particolare alla basilica di Santa Maria Assunta di Atri e alla chiesa di Santa Giusta e alla basilica di Santa Maria di Collemaggio dell'Aquila, caratterizzate da una facciata squadrata — escluso il timpano nel caso del duomo acquavivese — e dalla presenza di un rosone centrale. Con la concattedrale di Atri è presente un'analogia anche per quanto riguarda le facciate laterali.

#### Facciata principale
La facciata principale monocuspidata, tripartita da lesene e divisa in due ordini (il primo è corinzio, il secondo dorico), è nell'insieme di stile rinascimentale, mentre il resto delle facciate ha uno stile architettonico che richiama il Romanico pugliese.
Al centro del prospetto frontale si apre un rosone rinascimentale, tendente al manierismo, composto da sedici colonnine disposte a mo' di raggi e collegati da archetti. Sotto questi ultimi è presente un'alternanza di valve di conchiglia e teste di puttini alate. Dal centro del rosone sporge una figura litica fitomorfa.
Il portale principale possiede un protiro finemente decorato. Le colonne che sorreggono il frontone di esso poggiano su due leoni stilofori.
I portali laterali sono sovrastati da due nicchie oggigiorno vacanti. Ognuna di esse ha installato sul vertice un bassorilievo raffigurante un'antica versione dello stemma di Acquaviva delle Fonti.
L'archivolto del suddetto portale presenta un bassorilievo raffigurante la conversione di sant'Eustachio.
La facciata termina superiormente con un'ampia quinta triangolare, nel cui mezzo è infissa una lapide che commemora il termine della costituzione della nuova chiesa. Sui tre vertici sono collocate sculture in pietra, rappresentanti san Pietro e san Paolo nei laterali e Maria Vergine seduta con il Bambino sulle ginocchia su quello centrale.

### Interno
L'interno, con pianta a croce latina, è suddiviso in tre navate con copertura a volte a botte per le navate laterali e a volta a lunetta per quella centrale. La volta maestra è sostenuta da grandi archi, che poggiano su pilastri in pietra con delle colonne a metà sporgenza in direzione dei suddetti archi. I muri perimetrali presentano delle colonne sporte a metà, sormontate da finti pilastrini sostenenti degli archetti che formano sette campate per parete. Queste si dividono orizzontalmente in due fasce; quella inferiore riporta un'ulteriore campata, a mo' di cappella, mentre quella superiore funge da cleristorio, infatti per campata è posta una monofora. Sotto ogni finestra — eccezion fatta per le prime destra e sinistra, il cui spazio è occupato dalla cantoria e dall'organo — è posta una serie di tele a olio raffiguranti, uno a dipinto e a figura intera, i santi Giuda Taddeo, Simone, Matteo, Marco, Luca, Paolo, Pietro, Filippo, Giovanni, Giacomo, Tommaso e Bartolomeo.
Le volte, come pure i pilastri e le colonne, sono ornati da stucchi. L'altare maggiore, risalente al XVI secolo, è dedicato alla Vergine di Costantinopoli.
Durante i restauri ottocenteschi all'interno della chiesa, oltre alle diverse marmorizzazioni e stuccature, furono attuati dei cambiamenti anche per quanto riguarda l'arredo: molti altari sussidiari furono eliminati o trasposti in altre chiese acquavivesi, l'Incoronazione della Vergine e Trinità con san Francesco di Sales, san Filippo Neri, san Michele Arcangelo e anime purganti (una tela a olio di Andrea Miglionico) e il baldacchino ligneo — riadattato a bussola in nuova sede — furono trasferiti nella chiesa di San Domenico, mentre l'originaria fonte battesimale in pietra scolpita fu inizialmente conservata nel Palazzo Vescovile e poi installata nella seconda cappella sinistra della chiesa di Santa Maria Maggiore. Molte altre tele, invece, sono andate perse.
L'organo monumentale fu donato alla chiesa dal vescovo Tommaso Cirielli.

### Cripta
La cripta è a forma di parallelogrammo ed è coperta da ventiquattro volte a crociera, sostenute da quattordici colonne marmoree di ordine ionico al centro e da pilastrini poco sporgenti dai muri perimetrali. Addossati al muro posteriore sono tre pregevoli altari. Sul primo di essi è collocato un quadro raffigurante sant'Eustachio, ai cui lati poggiano su mensole due sculture in marmo realizzate nel 1744 da Matteo Bottiglieri che rappresentano rispettivamente la moglie del santo, Teopista, e il gruppo dei figli Teopisto e Agapio.
L'altare centrale, costruito nel 1693 e dedicato al Santissimo Sacramento, è circondato da balaustre in breccia di Francia. Il paliotto, tutto in doppia lamina d'argento, presenta un tempietto ottagonale sormontato da una cupoletta e diviso in tre piani ornati da varie figurazioni. Sull'altare risalta un grande tabernacolo.
Il terzo altare, realizzato nel 1753 e dedicato alla Vergine di Costantinopoli, è rivestito interamente di lamine d'argento. Nella sua cona è conservata la Madonna di Costantinopoli, un dipinto attribuito al pittore putignanese Francesco Palvisino raffigurante la suddetta Madonna che tiene in braccio il Bambino. Le immagini della Madonna e del Bambino sono ornate da due corone auree donate dal Capitolo Vaticano.

### Organo

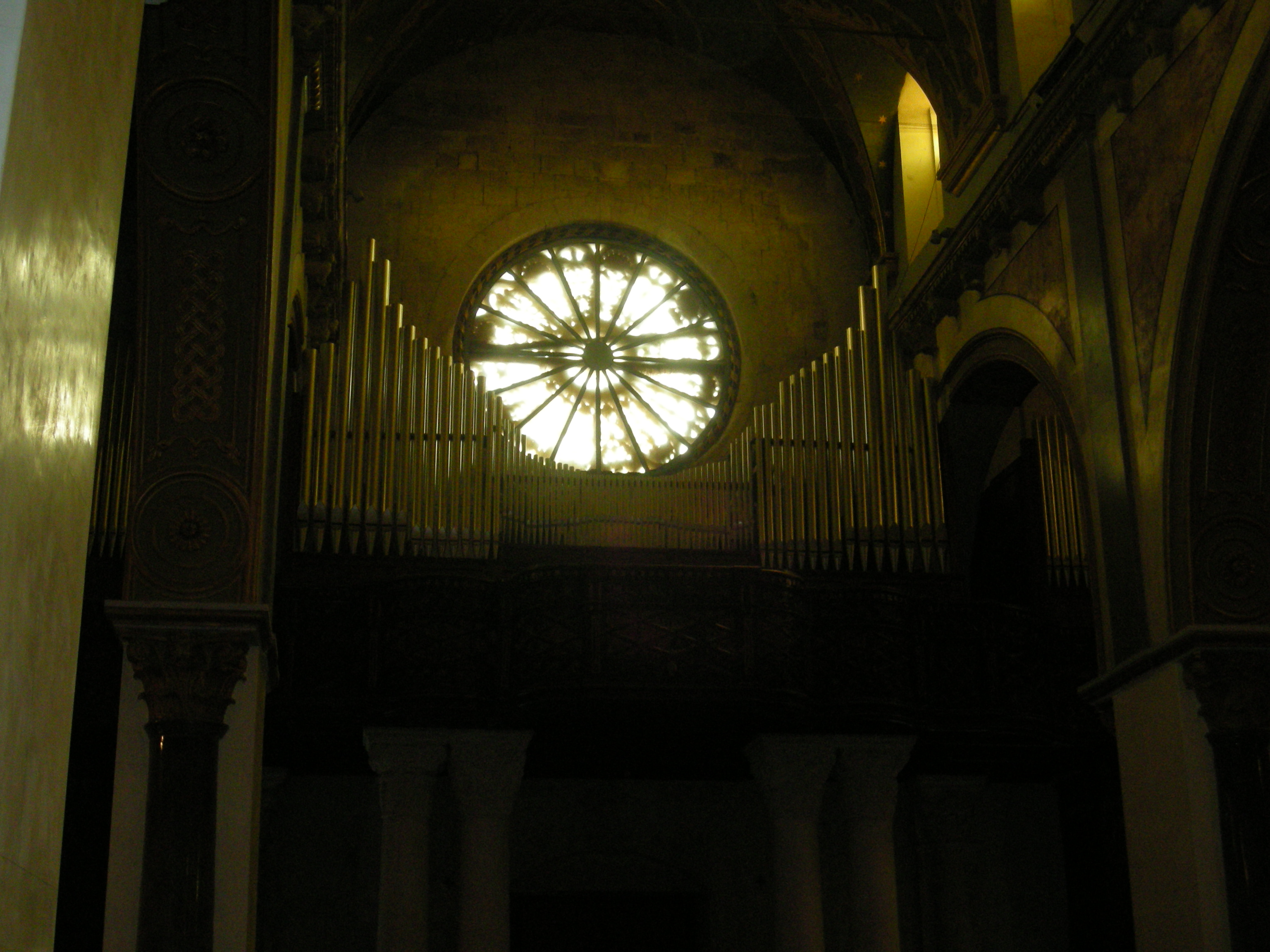
L'organo Vegezzi Bossi della concattedrale di Acquaviva delle Fonti

Sulla cantoria in controfacciata si trova l'organo a canne, costruito nel 1905 da Carlo Vegezzi Bossi; lo strumento, nel corso del tempo, è stato oggetto di importanti restauri e rifacimenti, tra cui quello del 1968, condotto da Leonardo Consoli, e quello del 2001–2004 condotto dalla ditta organaria Continiello, durante il quale, tra le altre cose, è stata rimossa la cassa lignea, opera dell'acquavivese Paolo Tritto ed è stata fornita la nuova consolle mobile.
Lo strumento, a trasmissione elettrica, dispone di 44 registri; la sua consolle, mobile indipendente, è situata a pavimento nell'aula ed ha tre tastiere di 58 note ciascuna e una pedaliera concavo-radiale di 30.

## Galleria d'immagini

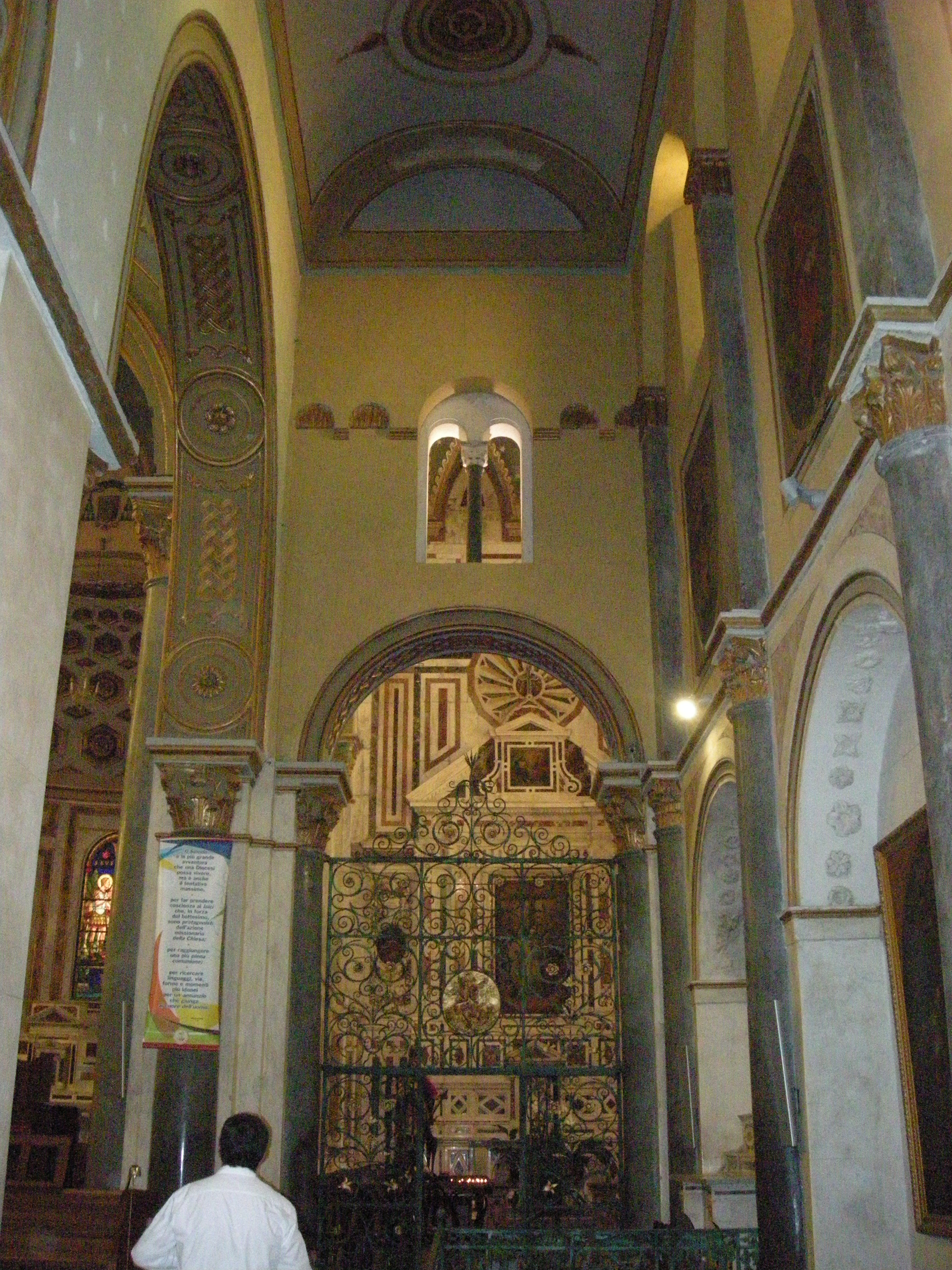
Cappella del Purgatorio, collocata nella navata destra
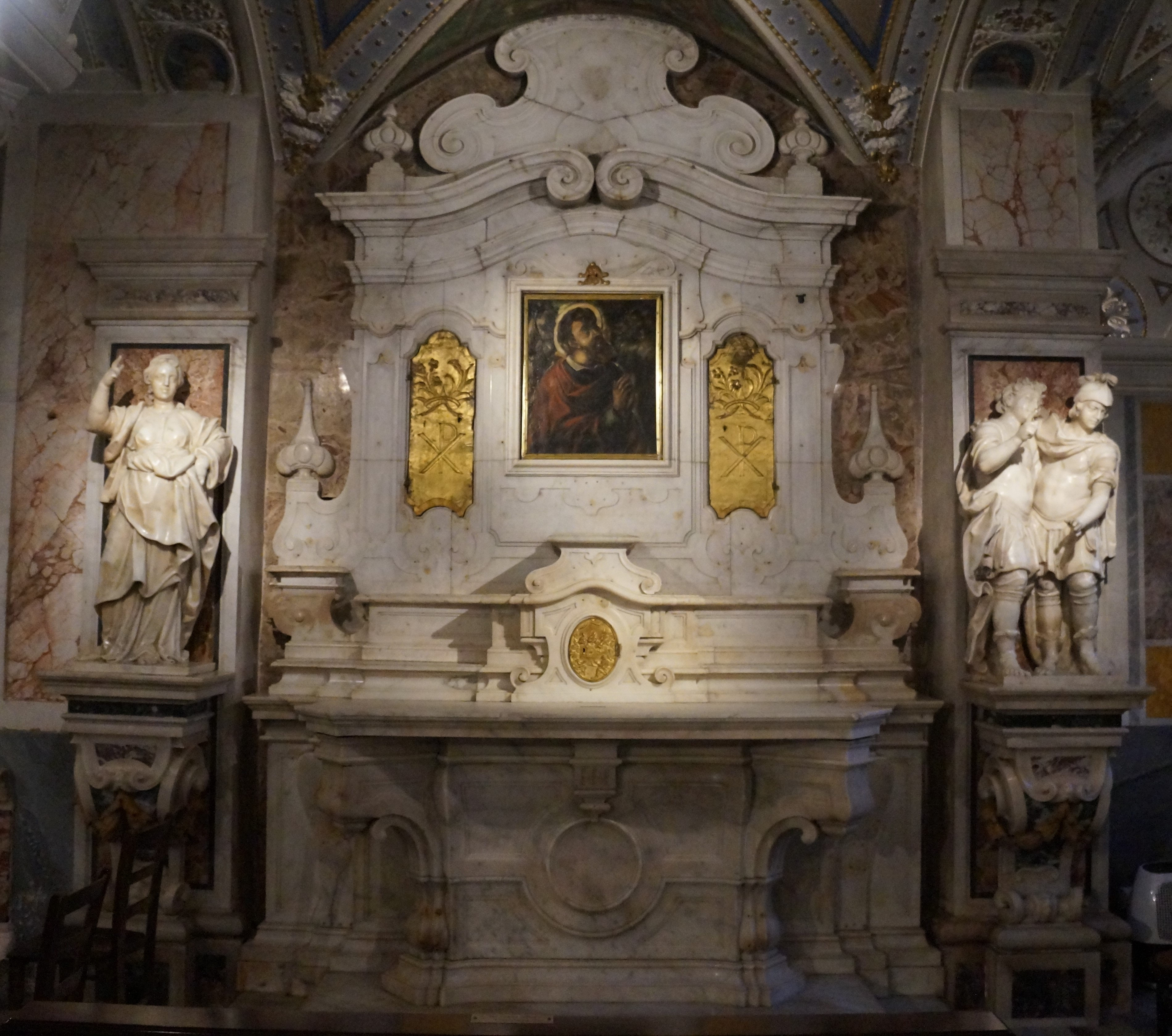
Altare di Sant'Eustachio
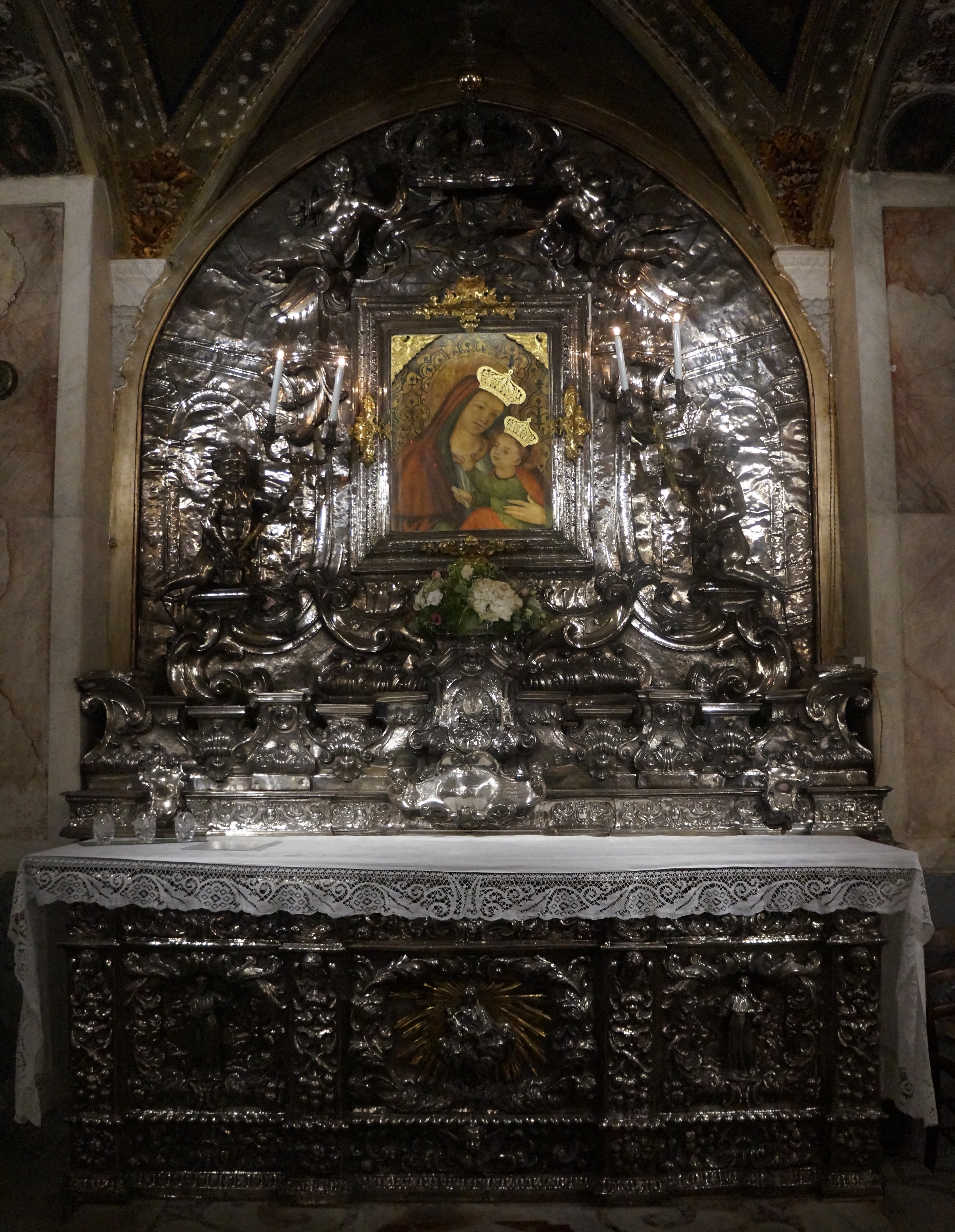
Altare della Madonna di Costantinopoli
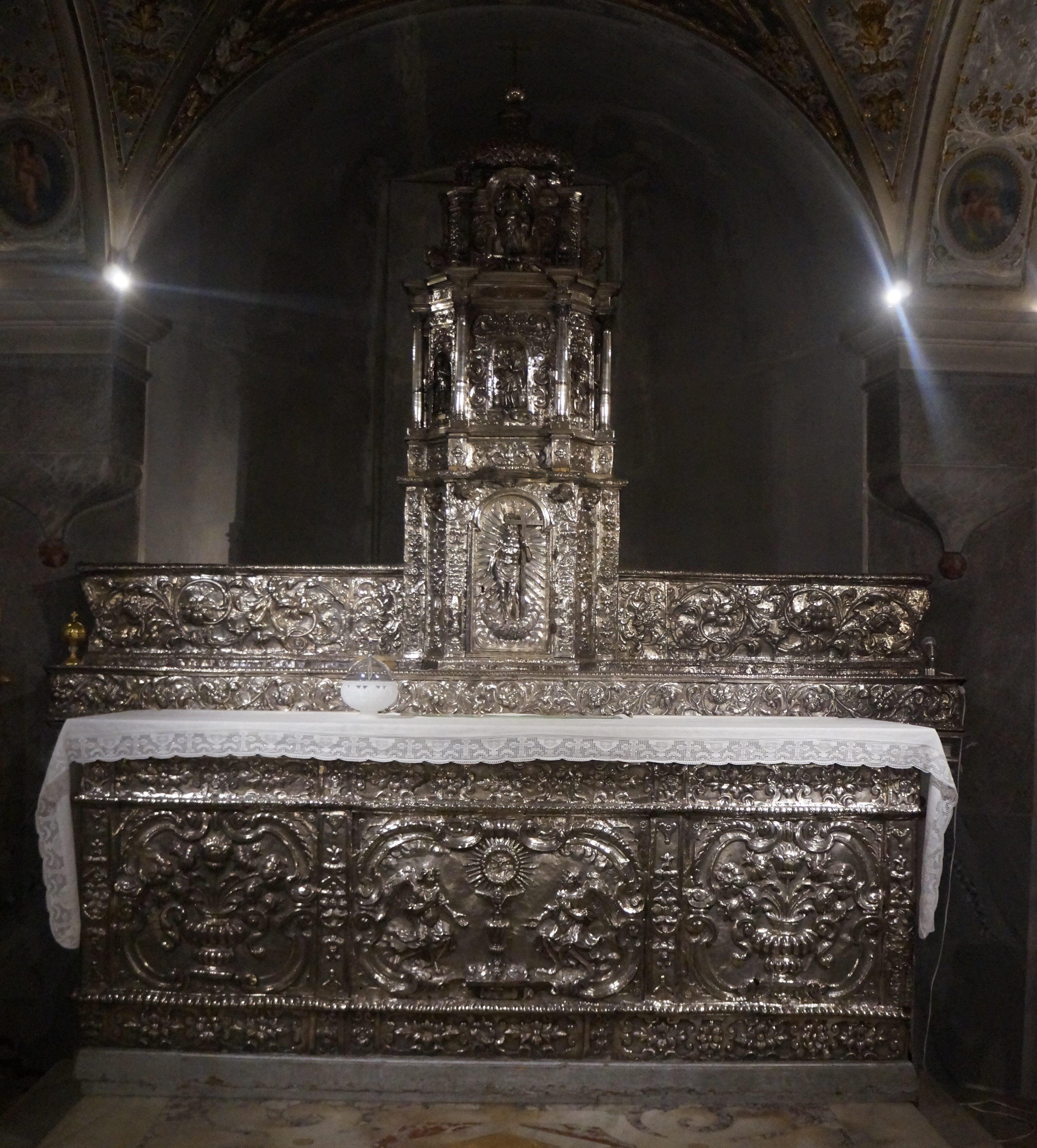
Altare del Santissimo Sacramento
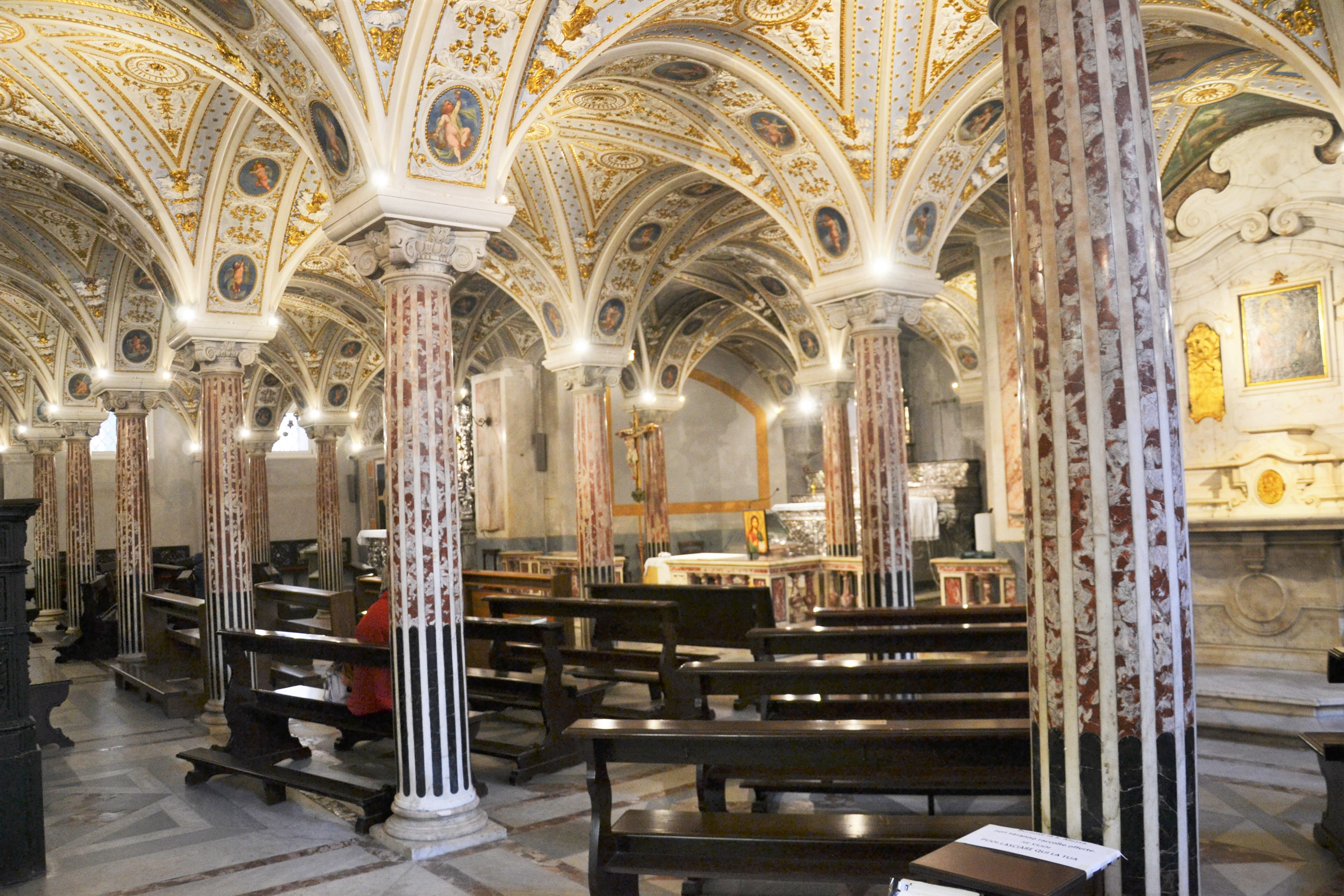
Cripta
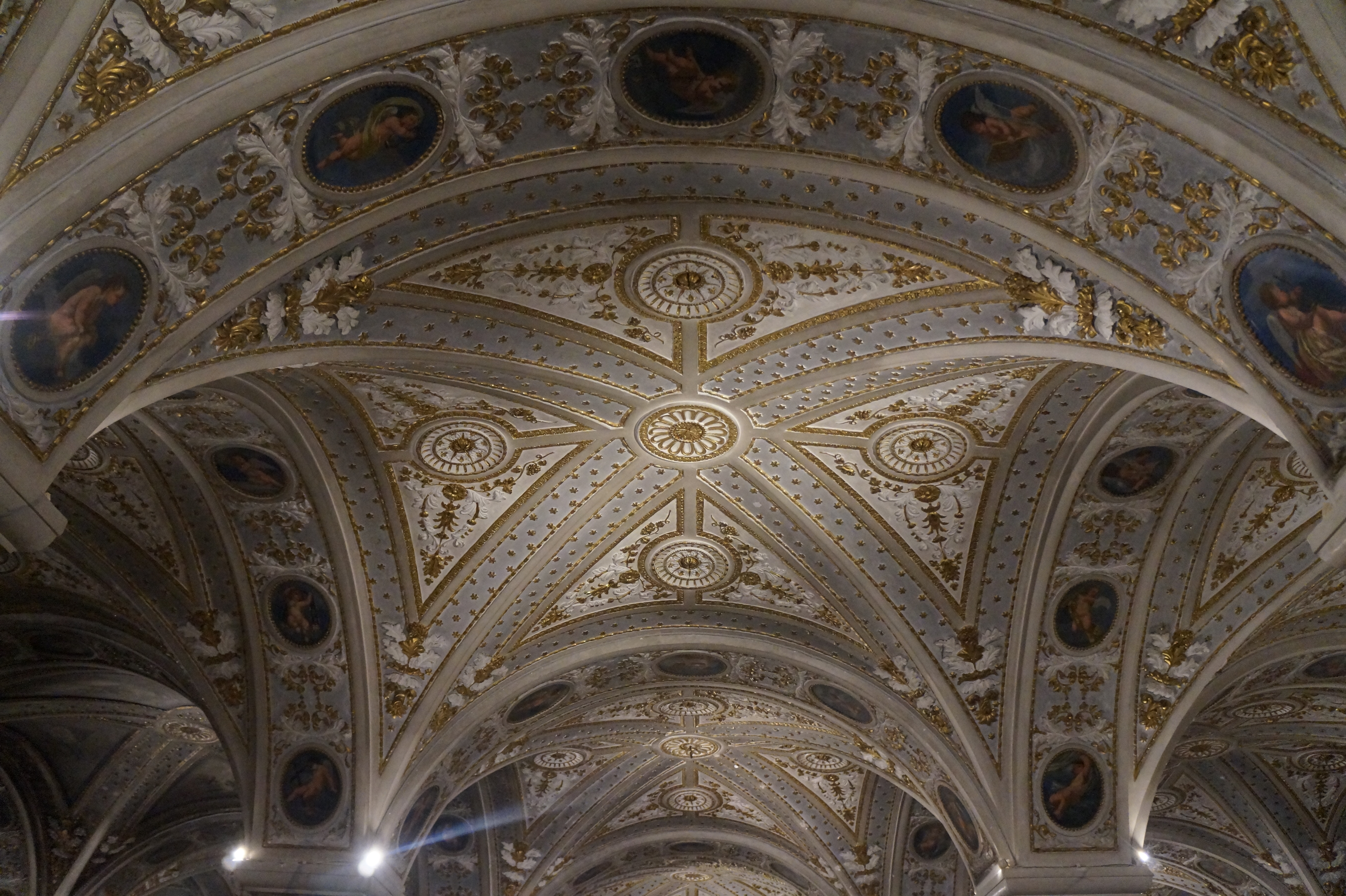
Volta della cripta
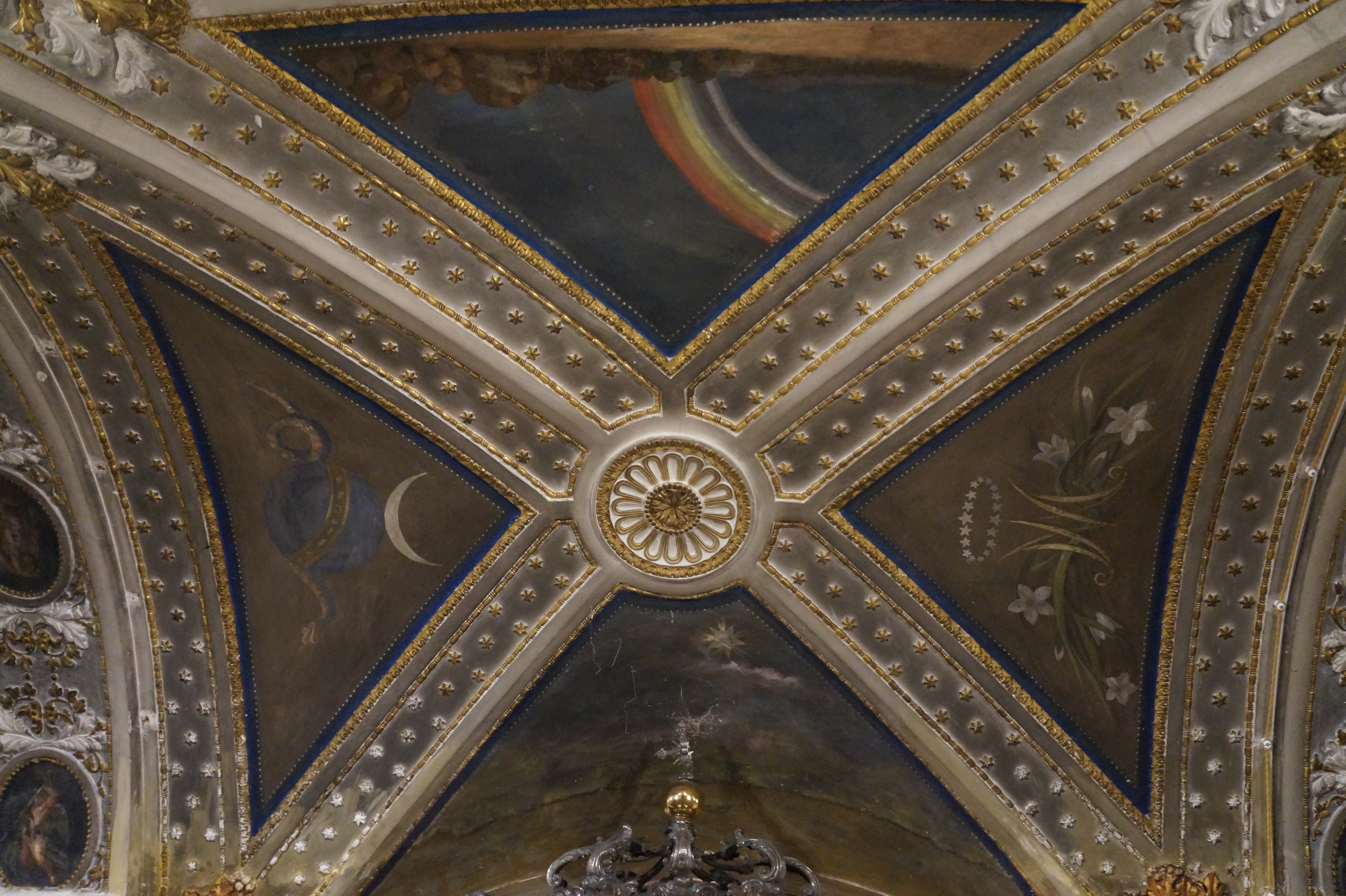
Volta della cripta con simboli mariani
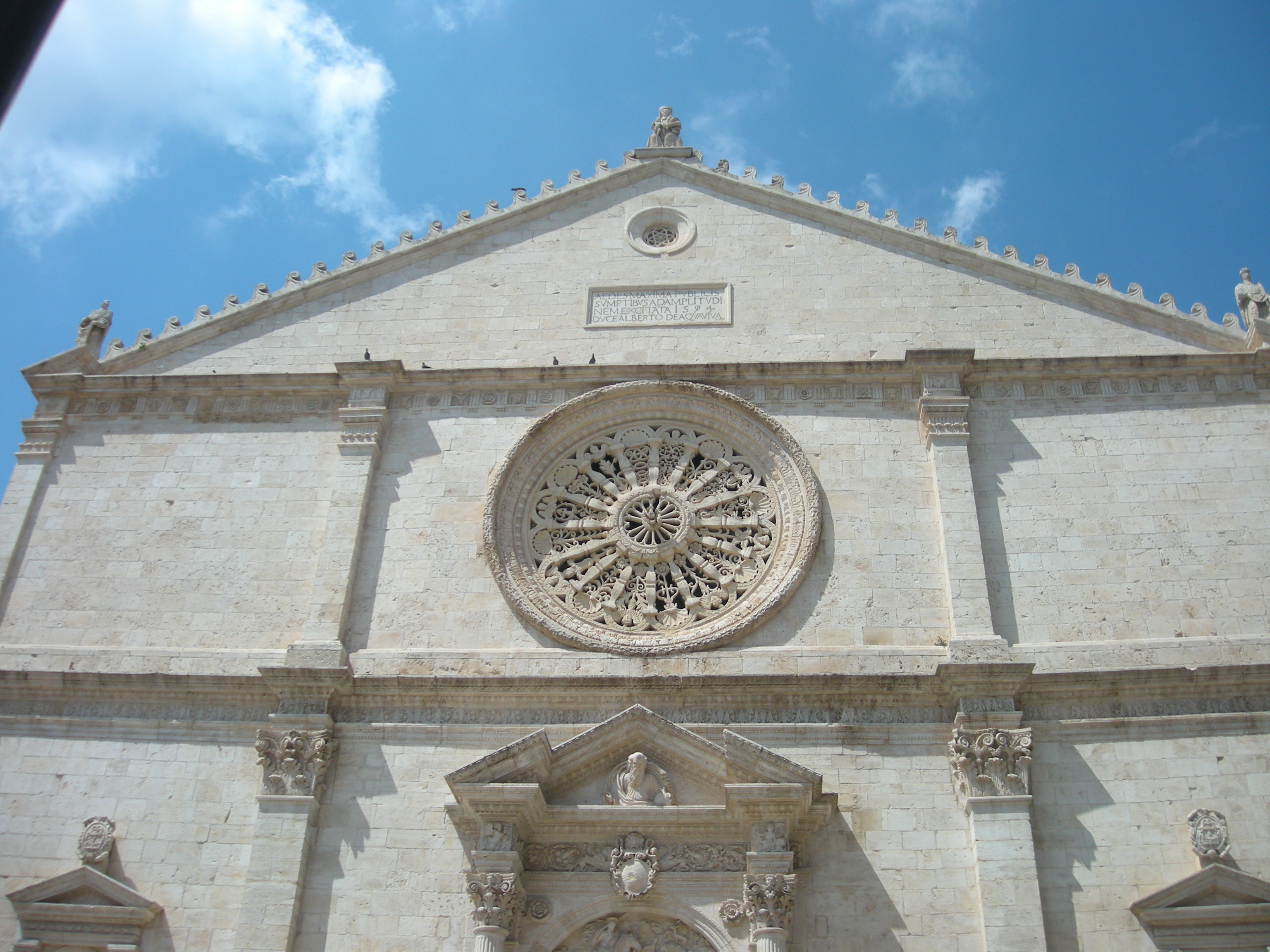
Prospetto principale
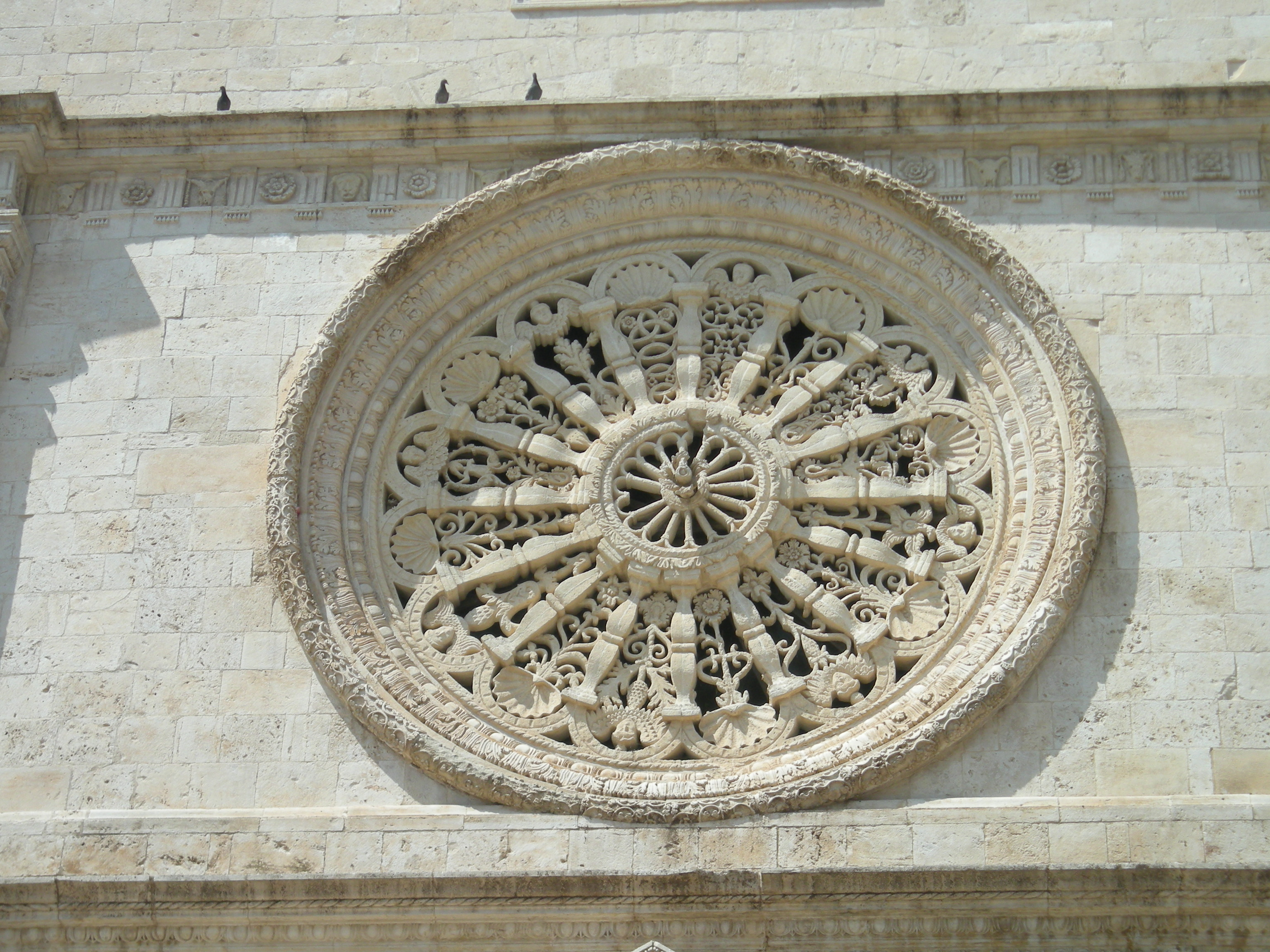
Rosone